# Камашастра
Камашастра — учение о взаимоотношениях мужчины и женщины, возникшее в Индии в начале новой эры.
Концепция индуизма исходит из того, что в основе деятельности человека лежит триада, включающая добродетель (дхарма), интерес, выгоду, пользу (артха) и удовольствие (кама). Соответственно этому существует три науки — «дхармашастра», «артхашастра» и «камашастра». «Шастры» — означают книги, в которых содержатся нормы поведения людей (см.: Муромцев, 1997. С. 38-39). Камасутра перечисляет 64 вида «искусств» (или «знаний»), изучение которых входит в рамки общего «курса» «камашастры» — науки любви. Однако, согласно доктрине «камашастры», «искусства», обозначенные в «списке 64», вовсе не были перечнем развлечений, заполняющих досуг ленивых людей. Они предназначались для развития потенциала всех человеческих чувств — осязания, обоняния, вкуса, слуха и зрения, так же как и для тренировки ума, для развития наших способностей логически оценивать возникающие перед нами проблемы. И с этой точки зрения становится очевидным, что все эти «искусства» имеют ярко выраженную чувственную направленность: каждое из них по отдельности может и не иметь прямого отношения к сексу или сексуальной деятельности, но при этом все человеческие чувства будут способны функционировать с предельной интенсивностью.